# 分別説部
分別説部（ふんべつせつぶ、梵: Vibhajyavāda, ヴィバジヤヴァーダ ; 巴: Vibhajjavāda, ヴィバッジャワーダ ）とは、一般的には上座部系統に属する諸部派に付託される術語。複数のグループが存在し、上座部の教義、特に説一切有部の教説や補特伽羅論を拒絶したグループとして知られる。大衆部系統にも分別説部は存在する。

## 名称と語源
「ヴィバジヤヴァーダ」(Vibhajyavāda)は、大まかには「分離」「分析」を意味する「ヴィバジヤ」(vibhajya)と、「教義」「教説」といった意味を持つ「ヴァーダ」(vāda)に分解される。アンドルー・スキルトンによると、現象(dharma)の分析は分別説部の教義において強調・専心されることであるという。

## 歴史
正量部と大衆部はそれぞれ異なるやり方ではあるものの分別説部に言及している。正量部によれば、分別説部は説一切有部から別れて発展した。しかし、大衆部は分別説部を仏教の根本分裂の際にほかの部派とともに生じたとみなしている。大衆部によれば根本分裂によって上座部、大衆部、分別説部の三部派に分かれたのである。大衆部はさらに分別説部に由来する部派として化地部、法蔵部、飲光部、赤銅鍱部を並べ挙げている。
説一切有部の『婆沙論』では、分別論者（毘婆闍縛地、梵: Vibhajyavādin）が、説一切有部に対して「異議を唱え、有害な教義を支持し、真のダルマを攻撃する」ある種の異端者として描かれている。
Nalinaksa Duttは、「分別説部」と言う言葉が教義上のいくつかの点で主流派と異なる部派の名称として貼り付けられることがあったとしている。この意味では、それらは特定の部派の「分別説部」であろう。こういったことは大衆部の２つの分派、多聞部と説仮部との関係にも見出される。多聞部の主流派が部派と大乗の習合を企てたため、それに反対する説仮部の成員は自派と彼らを区別するために多聞分別説部と呼ばれることを好んだ。

## 上座部の伝統において
モッガリプッタ・ティッサ長老のもと、第三結集を行った上座部(Sthaviravāda)系統の仏教徒グループ（部派）。
第三回仏典結集では、モッガリプッタ・ティッサの主導の下、こういった分析的なアプローチが強調された。上座部内の、このアプローチを採用する部派は分別説部に従うものとして再編成・呼称された。分別説部の集団に含まれなかったのは大衆部、説一切有部、正量部であり、分別説部の『論事』（kathāvatthu）において、これらの部派は「間違った考え方」をしているとみなされている。
上座部では伝統的に、第三回仏典結集の後に上座部系統の部派は化地部、飲光部、法蔵部、上座部の四派に分かれたと考えられている。現在の上座部仏教はスリランカにおける上座部の大寺派に由来する。
分別説部は自身を正統派の上座部だとみなしていたと主張されている。
シンハラ人の伝承によれば、分別説部の名称の下での仏教はアショーカ大王の息子と信じられているマヒンダによってスリランカに伝えられた。これが起こったのは紀元前246年のことだと近代の学者に考えられている。
Berkwitzは第三結集で、三世実有説を認めない上座部（分別説部）と説一切有部が分裂したと推測している。さらにBerkwitzはこの推測通りなら、説一切有部は上座部（分別説部）の教理を拒否することによって成立したことになると述べている。